# 吉陽区
吉陽区（きつよう-く）は中華人民共和国三亜市に位置する市轄区。

## 地理
市域の東部にある。リゾート地・軍港である亜竜湾を域内に抱く。

## 歴史
2014年2月、三亜市河東区（鎮レベルの区）、吉陽鎮、亜竜湾管理委員会が廃止され、その区域をもって吉陽区が設置された。

## 行政区画
下部に18社区、19村を直接に管轄する。
- 社区：月川社区、臨春社区、榕根社区、鹿回頭社区、港門村社区、商品街社区、下洋田社区、紅郊社区、紅沙社区、丹州社区、大東海社区、春光社区、卓達社区、茘枝溝社区、新村社区、新月社区、月河社区、海瀾社区
- 村：海羅村、東岸村、田独村、中廖村、大茅村、安羅村、六道村、博後村、六盤村、竜坡村、乾溝村、楡紅村、紅土坎村、新紅村、羅逢村、紅花村、抱坡村、落筆村、南丁村

## 交通

### 鉄道
- 中国鉄路総公司
  - 海南東環鉄道

三亜駅 - 亜竜湾駅 -（海口方面）
  - 海南西環高速鉄道

（海口方面） - 三亜駅
  - 海南西環線

（海口方面） - 三亜駅

### 道路
- 高速道路
  - 海南地区環線高速道路
- 国道
  - G223国道
  - G224国道